# Hogna bowonglangi
Hogna bowonglangi är en spindelart som först beskrevs av Anna Maria Sibylla Merian 1911.  Hogna bowonglangi ingår i släktet Hogna och familjen vargspindlar.
Artens utbredningsområde är Sulawesi. Inga underarter finns listade i Catalogue of Life.